# Centruroides bonito
Espèce
Centruroides bonito est une espèce de scorpions de la famille des Buthidae.

## Distribution
Cette espèce est endémique du Guerrero au Mexique.

## Publication originale
- Quijano-Ravell, Teruel & Ponce-Saavedra, 2016 : « A new Centruroides Marx, 1890 (Scorpiones: Buthidae), from southern Guerrero State, Mexico. » Revista Ibérica de Aracnología, no 28, p. 25-34.